# Tomasz Jenő (tanár)
Tomasz Jenő (Csetnek, 1896. július 31. – Budapest, 1950. december 23.) magyar klasszika-filológus, a Báró Eötvös József Collegium tanára és aligazgatója.

## Életpályája
1915-ben Rozsnyón a premontrei katolikus főgimnáziumban érettségizett. Tartalékos tiszti kiképzés után az első világháborúban tizenhat hónapot szolgált az olasz fronton. Isonzónál súlyosan megsebesült. Egyetemi tanulmányait Eötvös-kollégistaként a budapesti tudományegyetemen folytatta. 1923-ban doktorált, 1924-ben görög–latin szakos tanári oklevelet szerzett.
1924-től az Eötvös-kollégium gazdasági és adminisztratív ügyeit irányította. 1933-ban a Collegium rendes tanárává, 1940-ben aligazgatójává nevezték ki, 1944. július 15. és 1945. május 2. között megbízott igazgató volt. Elévülhetetlen érdemeket szerzett a Collegium értékeinek megmentésében Buda 1944–1945-ös ostroma idején.
A Collegium megszűnése után, 1950. szeptember 1-jétől haláláig a Magyar Tudományos Akadémia Eötvös-könyvtárát vezette.

## Munkássága
Szakmai érdeklődésének középpontjában a római földkérdés állt. Kollégiumi tanárként a növendékek latin irodalmi és stílusgyakorlati óráit vezette.

## Főbb publikációi
- Politikai munkatervek a rómaiaknál (Parthenon, 1937)
- A római földkérdés. A köztársaság (Franklin Társulat, 1943)

## Díjai, elismerései
- Parthenon Társaság jutalomérme (1937)
- Budapesti Philológiai Társaság és a Báró Eötvös József Collegium Volt Tagjai Szövetsége választmányi tagja

## Kapcsolódó lapok
- Fia Tomasz Jenő szerveskémikus[3]